# Хващёвка (Московская область)
Хващёвка — деревня в Можайском районе Московской области, в составе сельского поселения Замошинское. Численность постоянного населения по Всероссийской переписи 2010 года — 41 человек. До 2006 года Хващёвка входила в состав Колоцкого сельского округа.
Деревня расположена на западе района примерно в 5 км к юго-западу от Уваровки, у истока безымянного левого притока реки Протва, высота над уровнем моря 275 м. Ближайшие населённые пункты — Александровка и Мокрое на юге, Вышнее — на юго-востоке.